# Сливка, Александер
Александер Сливка (пол. Aleksander Śliwka; 24 мая 1995, Явор, Польша) — польский волейболист, доигровщик клуба «Сантори Санбёрдз» и национальной сборной, чемпион мира.

## Карьера
По ходу карьеры Сливка выступал за польские клубы «Политехника» (2014/15), «Ресовия» (2015/16, 2017/18), «Ольштын» (2016/17). C 2018 года играет за клуб ЗАКСА.
В составе ЗАКСА Сливка становился победителем Лиги чемпионов (2021), по итогам которой был признан MVP «Финала четырёх». Также Сливка чемпион Польши (2019) и серебряный призёр чемпионата Польши (2016, 2021), обладатель Кубка Польши (2019, 2021) и Суперкубка Польши (2020, 2021).
С национальной сборной Польши Джизга стал чемпионом мира-2018, а также бронзовым призёром Евро-2019.